# Tiro com arco nos Jogos Olímpicos de Verão de 2000
As competições de tiro com arco nos Jogos Olímpicos de Verão de 2000 foram disputadas entre 28 de julho e 2 de agosto no Sydney International Archery Park, em Sydney, na Austrália. Cento e vinte e oito arqueiros de quarenta e seis nações competiram nos quatro eventos de medalha de ouro – eventos individuais e por equipes para homens e mulheres – que foram disputados nesses jogos.
A equipe coreana ganhou três das quatro medalhas de ouro disputadas. Oito recordes olímpicos e três recordes mundiais foram quebrados nesses jogos.

## Eventos
Quatro conjuntos de medalhas foram concedidos:
- Individual masculino
- Individual feminino
- Equipe masculino
- Equipe feminino

## Formato da competição
Havia quatro maneiras para os Comitês Olímpicos Nacionais (CONs) qualificarem vagas para arqueiros individuais para as Olimpíadas de tiro com arco. Nenhum CON foi autorizado a inscrever mais de três arqueiros. Para cada gênero, a nação anfitriã (Austrália) teve três vagas garantidas. As 8 melhores equipes da Competição Mundial de Alvos de 1999 (além do país anfitrião) receberam três vagas cada, e os 19 arqueiros com melhor classificação após a remoção das eliminatórias das equipes também receberam vagas. 15 das 18 vagas restantes foram divididas igualmente entre os cinco continentes olímpicos para alocação em torneios continentais. As três últimas vagas em cada gênero foram determinadas pela Comissão Tripartite.
Cada CON que recebeu três vagas para arqueiros individuais (ou seja, o país anfitrião, as 8 melhores equipes na Competição Mundial de Alvos e qualquer outra nação que conseguiu ocupar 3 das 37 vagas restantes) pôde ter seus três arqueiros competindo. como uma equipe na competição por equipes.
Todo o tiro com arco nas Olimpíadas de 2000 foi praticado a uma distância de 70 metros. O alvo consiste em círculos concêntricos e tem diâmetro total de 122 cm. Um arqueiro tinha 40 segundos para atirar cada flecha. 64 arqueiros de cada gênero participaram das Olimpíadas, podendo cada Comitê Olímpico Nacional inscrever no máximo três arqueiros. Cada arqueiro disparou 12 pontas, ou grupos, de 6 flechas por ponta na rodada de classificação. A pontuação daquela rodada determinou os confrontos nas rodadas eliminatórias, com arqueiros de alto escalão enfrentando arqueiros de baixo escalão. Houve três rodadas de eliminação que usaram seis pontas de três flechas, estreitando o campo de arqueiros para 32, depois para 16 e depois para 8. As três rodadas finais (quartas de final, semifinais e lutas por medalhas) usaram cada uma quatro pontas de três flechas.

## Participantes
Quarenta e seis nações contribuíram com arqueiros para competir nos eventos. Abaixo está uma lista das nações concorrentes; entre parênteses está o número de concorrentes nacionais.
- ASA Samoa Americana (1)
- AUS Austrália (6)
- BLR Bielorrússia (2)
- BEL Bélgica (1)
- BHU Butão (2)
- CAN Canadá (1)
- CAF República Centro-Africana (1)
- CHI Chile (1)
- CHN China (6)
- TPE Taipé Chinês (3)
- CUB Cuba (4)
- DEN Dinamarca (1)
- EGY Egito (1)
- ESA El Salvador (1)
- FIN Finlândia (3)
- FRA França (5)
- GEO Geórgia (3)
- GER Alemanha (4)
- GBR Grã-Bretanha (3)
- GRE Grécia (1)
- INA Indonésia (1)
- ITA Itália (6)
- JPN Japão (5)
- KAZ Cazaquistão (4)
- KEN Quênia (1)
- PRK Coreia do Norte (1)
- KOR Coreia do Sul (6)
- MRI Maurício (1)
- MEX México (2)
- MYA Mianmar (1)
- NED Países Baixos (3)
- NZL Nova Zelândia (2)
- NOR Noruega (4)
- PHI Filipinas (1)
- POL Polônia (5)
- POR Portugal (1)
- RUS Rússia (4)
- SLO Eslovênia (1)
- RSA África do Sul (2)
- ESP Espanha (1)
- SWE Suécia (6)
- TUR Turquia (6)
- UGA Uganda (1)
- UKR Ucrânia (6)
- USA Estados Unidos (6)
- VAN Vanuatu (1)

## Medalhistas
Masculino
Em individuais, Simon Fairweather, da Austrália, foi campeão olímpico. Ele ficou a frente de Vic Wunderle (Estados Unidos), que foi prata, enquanto o neerlandês Wietse van Alten conquistou o bronze. Por equipes, os sul-coreanos conseguiram o ouro, enquanto o trio italiano e estadunidense ficaram com a prata e o bronze respectivamente.
| Evento              | Ouro                                                     | Prata                                                     | Bronze                                                  |
| ------------------- | -------------------------------------------------------- | --------------------------------------------------------- | ------------------------------------------------------- |
| Individual detalhes | Simon Fairweather AUS Austrália                          | Vic Wunderle USA Estados Unidos                           | Wietse van Alten NED Países Baixos                      |
| Equipes detalhes    | Jang Yong-ho Kim Chung-tae Oh Kyo-moon KOR Coreia do Sul | Matteo Bisiani Ilario Di Buò Michele Frangilli ITA Itália | Butch Johnson Rod White Vic Wunderle USA Estados Unidos |

Feminino
O título olímpico da competição individual feminina foi conquistado por Yun Mi-jin, da Coreia do Sul, ao ficar na frente das compatriotas Kim Nam-soon e Kim Soo-nyung, que ficaram com a prata e o bronze. Na competição de equipes, o trio sul-coreano consagrou-se campeão olímpico, ao passo que o grupo ucraniano e alemão completaram o pódio.
| Evento              | Ouro                                                    | Prata                                                           | Bronze                                                           |
| ------------------- | ------------------------------------------------------- | --------------------------------------------------------------- | ---------------------------------------------------------------- |
| Individual detalhes | Yun Mi-jin KOR Coreia do Sul                            | Kim Nam-soon KOR Coreia do Sul                                  | Kim Soo-nyung KOR Coreia do Sul                                  |
| Equipes detalhes    | Kim Nam-soon Kim Soo-nyung Yun Mi-jin KOR Coreia do Sul | Nataliya Burdeyna Olena Sadovnycha Kateryna Serdyuk UKR Ucrânia | Barbara Mensing Cornelia Pfohl Sandra Wagner-Sachse GER Alemanha |

## Quadro de medalhas
| Ordem | País               | Medalha de ouro | Medalha de prata | Medalha de bronze |    | Ordem por total |
| ----- | ------------------ | --------------- | ---------------- | ----------------- | -- | --------------- |
| 1     | KOR Coreia do Sul  | 3               | 1                | 1                 | 5  | 1               |
| 2     | AUS Austrália      | 1               |                  |                   | 1  | 3               |
| 3     | USA Estados Unidos |                 | 1                | 1                 | 2  | 2               |
| 4     | ITA Itália         |                 | 1                |                   | 1  | 3               |
| 4     | UKR Ucrânia        |                 | 1                |                   | 1  | 3               |
| 6     | GER Alemanha       |                 |                  | 1                 | 1  | 3               |
| 6     | NED Países Baixos  |                 |                  | 1                 | 1  | 3               |
| TOTAL | TOTAL              | 4               | 4                | 4                 | 12 | —               |